# Bułgaria na Zimowych Igrzyskach Olimpijskich 1984
Bułgarię na Zimowych Igrzyskach Olimpijskich 1984 reprezentowało 16 zawodników.

## Reprezentanci

### Narciarstwo alpejskie
Mężczyźni
- Petyr Popangełow
  - gigant slalom – 21. miejsce
  - slalom – 6. miejsce

- Walentin Giczew
  - gigant slalom – 28. miejsce
  - slalom – nie ukończył

- Mitko Chadżiew
  - gigant slalom – 32. miejsce
  - slalom – nie ukończył

- Borisław Kirjakow
  - gigant slalom – nie ukończył
  - slalom – 15. miejsce

### Biathlon
Mężczyźni
- Władimir Weliczkow
  - sprint na 15 km – 14. miejsce
  - bieg na 20 km – 13. miejsce

- Juri Mitew
  - sprint na 15 km – 31. miejsce
  - bieg na 20 km – 40. miejsce

- Spas Złatew
  - sprint na 15 km – 38. miejsce
  - bieg na 20 km – 27. miejsce

### Biegi narciarskie
Mężczyźni
- Atanas Simidcziew
  - bieg na 15 km – 38. miejsce
  - bieg na 50 km – nie ukończył

- Swetosław Atanasow
  - bieg na 15 km – 51. miejsce
  - bieg na 30 km – 48. miejsce

- Miłusz Iwanczew
  - bieg na 15 km – 52. miejsce
  - bieg na 30 km – 45. miejsce
  - bieg na 50 km – 40. miejsce

- Christo Byrzanow
  - bieg na 30 km – 53. miejsce

- Atanas Simidcziew, Swetosław Atanasow, Miłusz Iwanczew, Christo Byrzanow
  - sztafeta 4 × 10 km – 10. miejsce

### Łyżwiarstwo figurowe
Mikst
- Christina Bojanowa, Jawor Iwanow
  - taniec parami – 18. miejsce

### Skoki narciarskie
Mężczyźni
- Władimir Brejczew
  - skocznia normalna – 19. miejsce
  - skocznia duża – 42. miejsce

- Angeł Stojanow
  - skocznia normalna – 49. miejsce
  - skocznia duża – 49. miejsce

- Walentin Bożiczkow
  - skocznia normalna – 37. miejsce